# Aleksandr Samsonov
Aleksandr Vasilevici Samsonov (în rusă Александр Васильевич Самсонов, transliterat: Aleksandr Vasilievici Samsonov; n. 14 noiembrie 1859, Andriivka, Bobrinetsky Uyezd⁠(d), gubernia Herson, Imperiul Rus – d. 30 august 1914, Willenberg⁠(d), Ortelsburg⁠(d), Regatul Prusiei, Imperiul German) a fost un ofițer de cavalerie în Armata Imperială Rusă și general în timpul Războiului Ruso-Japonez și al Primului Război Mondial. El a fost comandantul Armatei a II-a Ruse, care a fost înconjurată și învinsă de Armata a VIII-a Germană în bătălia de la Tannenberg, una dintre primele bătălii din Primul Război Mondial. Rușinat de înfrângerea suferită, Samsonov s-a sinucis în timp ce se retrăgea de pe câmpul de luptă.